# رخاش
رَخَّاش (الاسم العلمي Hippoglossus)، جنس أسماك بحرية كبيرة القد من المفلطحات وفصيلة أسماك مفلطحة يمينية العيون. انواعه اثنان إحداها في شمال المحيط الأطلسي (أصيل) والآخر في شمال المحيط الهادي.

## الأنواع
هناك نوعان ضمن جنس الرخاش وهم كتالي:
- رخاش أطلسي (كارولوس لينيوس، 1758) (Atlantic halibut)
- رخاش الهادي P. J. Schmidt, 1904 (Pacific halibut)